# Гітаррон
Гітаррон (ісп. guitarrón mexicano, дос. «мексиканська велика гітара» (в іспанській мові суфікс «-ón» вказує на великі розміри)) — мексиканська шестиструнна бас-гітара, яку використовують в оркестрах маріачі. Незважаючи на очевидну подібність із  гітарою, гітаррон вважають модифікацією іншого іспанського інструменту bajo de uña. Ймовірно винайдений у XIX столітті. Завдяки великим розмірам, гітаррон не потребує підсилення звуку за допомогою електричної техніки.
Гітаррон — щипковий інструмент з одинарними струнами. Лад гітаррона — A D G C E A (від найтовщої струни до найтоншої).
Тобто найтовщі струни звучать як п'ята, четверта та третя струни класичної гітари стандартного строю, але на октаву нижче. Найтонша струна гітарона дублює найтовшу октавою вище.
Гітаррон надихнув Ерні Болла для створення першої сучасної акустичної бас-гітари, випущеної на ринок у 1972 році.

## Традиційне використання

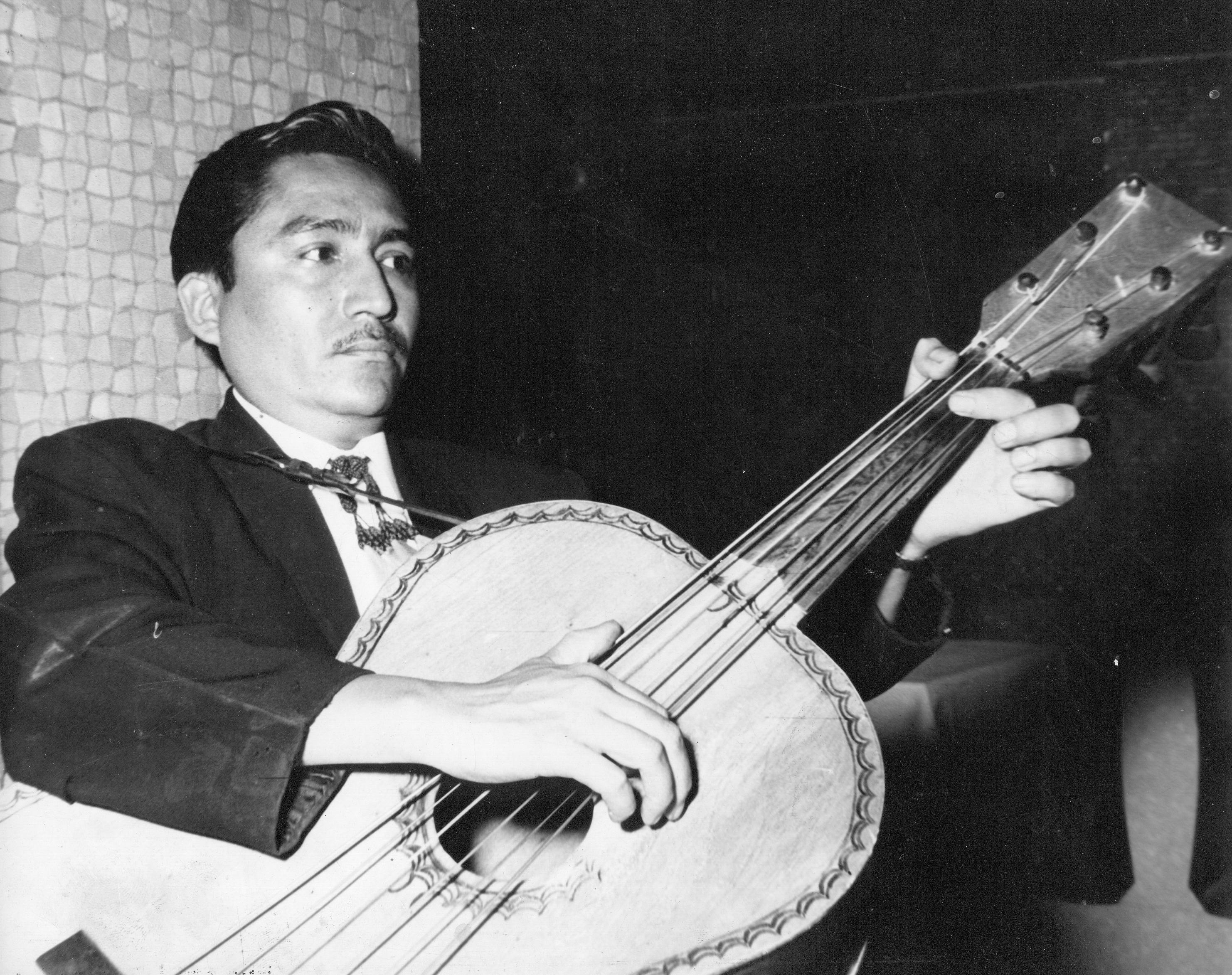
Хосе Веласко Оліварес "Пелакуас"

Гітаррон використовується в мексиканських оркестрах маріачі, які зазвичай складаються з двох скрипок, двох труб, однієї іспанської гітари, однієї віуели і, власне, гітаррона. Деякі оркестри маріачі складаються з більш, ніж 20 музикантів. Спочатку маріачі були групами мексиканських вуличних музикантів, але в даний час більшість оркестрів зайняті в поп-індустрії.
Спочатку струни для гітаррона виготовлялися з кишок тварин.
Сучасну техніку гри на гітароні, якою послуговуються маріачі, впорядкував та розвинув Хосе Веласко Оліварес «Пелакуас» (ісп. José Velasco Olivares "Pelacuas").

## Нетрадиційне використання
- Гітаррон використовувався під час запису альбому Freak Out! (1966) групи The Mothers of Invention.
- Ренді Мейснер з групи The Eagles грає на гітарроні в композиції «New Kid In Town» в альбомі  Hotel California (1976).[3]

## Конструктивні особливості та зовнішній вигляд
Задня частина гітаррона виконана з двох шматочків дерева, які розташовані під кутом. Вони утворюють задню деку у формі неглибокої літери V. Ця конструктивна особливість збільшує глибину та загальні розміри інструменту. Арочна форма допомагає інструменту створювати сильний, глибокий тон. Боки і спинка зроблені з мексиканського кедра, а верхня частина виготовлена з такоте — дерева, яке є одночасно легким і міцним. Кілки з черв'ячним передаточних механізмом, на кшталт сучасної гітари та бас-гітари служать для збільшення або зменшення натяжіння струн, що дає змогу налаштовувати інструмент.